# ورم أرومي مينائي
الورم الأرومي المينائي أو ورم أرومات الميناء (بالإنجليزية: ameloblastoma)‏ هو ورمٌ نادرٌ، حميدٌ أو خبيث، يُصيب الظهارة سنيَّة المنشأ (أرومات الميناء، أو الجزء الخارجي من الأسنان أثناء النمو)، ويشيعُ حدوثه في الفك السفلي أكثر من الفك العلوي. حُدد بواسطة كوزاك عام 1827. صُنف هذا النوع من الأورام السنيَّة على أنه ورم مينائي في عام 1885 بواسطة الطبيب الفرنسي لويس تشارلز ملاسيز [الإنجليزية]. أُعيد تسميته أخيرًا إلى الاسم الحديث «الورم الأرومي المينائي» (الاسم العلمي: ameloblastoma) في عام 1930 من قبل إيفي وتشرشل.
على الرغم من أنَّ هذه الأورام نادرًا ما تكون خبيثة أو نقيلية (أي نادرًا ما تنتشر إلى أجزاءٍ أخرى من الجسم)، كما أنها تنمو ببطء، إلا أنها قد تُسبب تشوهاتٍ شديدة في الوجه والفك. إضافةً لذلك، ونظرًا لأن نمو الخلايا غير الطبيعي يتسلل بسهولة ويدمر الأنسجة العظمية المحيطة، فإنه يلزم إجراء استئصال جراحي واسع لعلاج هذا الاضطراب. إذا تُرك الورم العدواني دون علاج، فإنه قد يعيق مجرى الهواء الأنفي والفموي مما يجعل التنفس مستحيلًا دون إجراءٍ فموي بلعومي

## الأنواع الفرعية
يوجد ثلاث أنواع إكلينيكية فرعية للورم الأرومي المينائي وهي وحيد الكيس ومتعدد الكيس والمحيطي ويشكل النوع المحيطي 2% من جميع الحالات وأما وحيد الكيس يشكل 6% من جميع الحالات التي يصاب بها المرضى صغار السن، ويعتبر اختصاصيين الأمراض أنه يوجد نوعاً رابعاً خبيثاً ولكن هذا النوع من الورم نادراً وقد يكون ببساطة تظاهراً لأحد الأنواع الثلاثة ويحدث الورم الأرومي المينائي في العظام الطويلة ويوجد نوع آخر منه يسمى الورم القحفي البلعومي (ورم رتك الجيبي والورم الأرومي المينائي النخامي).

## الخصائص السريرية

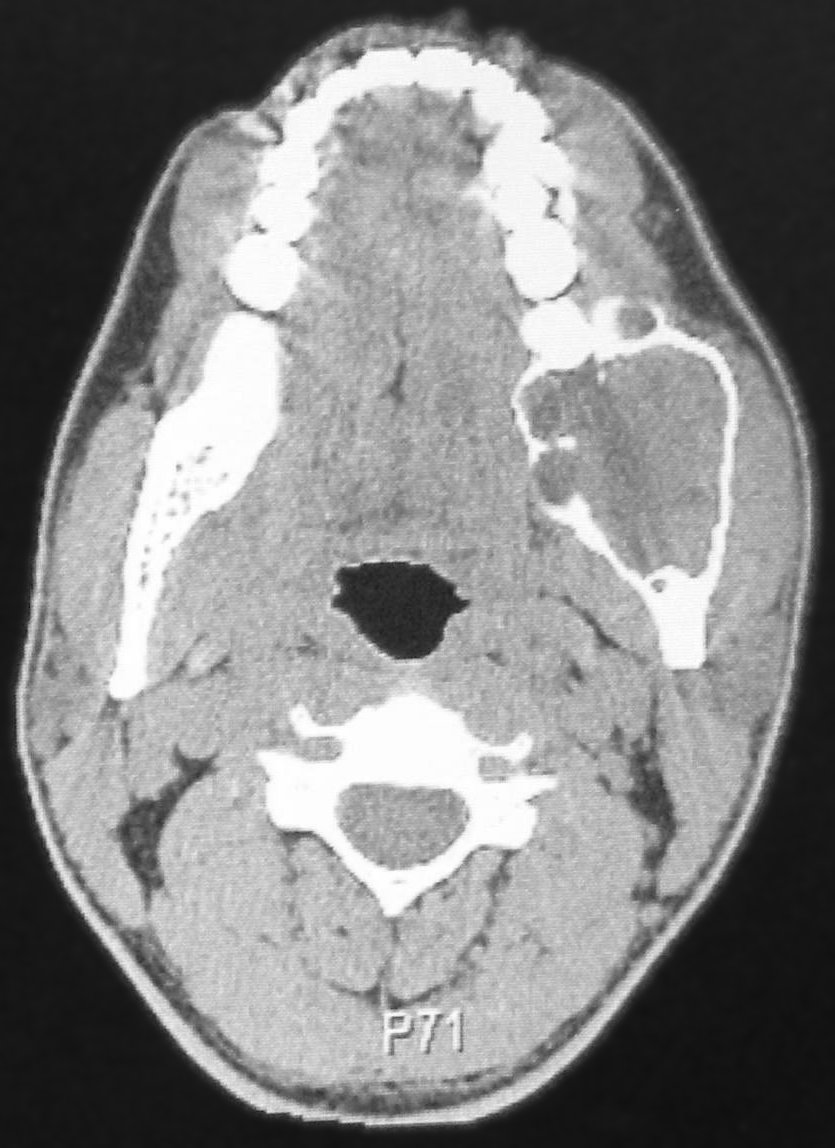
تصوير مقطعي لمريض يعاني من ورم أرومي مينائي.

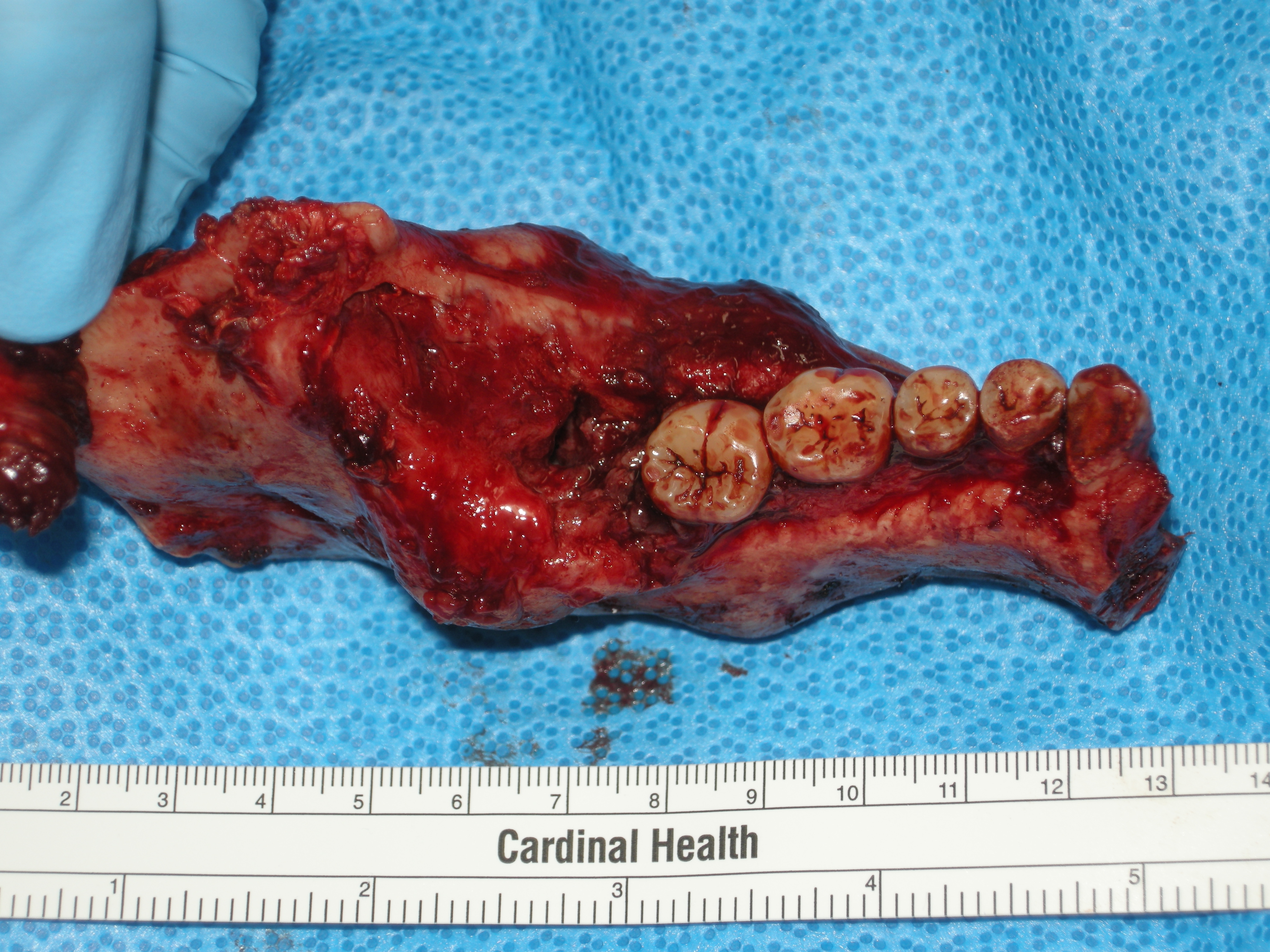
نصف فك سفلي أيسر مستأصل يحتوي على ورم أرومي مينائي بدأ من الرحى الثالث.

غالباً ما يصاحب الورم الأرومي المينائي وجود سن منطمر والأعراض تشتمل على تورم وتشوه في الوجه إذا كانت الحالة شديدة وألم في حال اصطدام الورم مع الأعضاء الأخرى وتخلخل في الأسنان وتقرحات ومرض دواعم السن وتحدث الأضرار في الفك السفلي والعلوي مع أن 75% منها تحدث في منطقة الفرع الصاعد وتتسبب في تشوهات غريبة وواسعة في الفك العلوي والسفلي ومن الممكن أن ينتشر الورم من الفك العلوي إلى جيوب الفك العلوي وفي سطح الأنف والأضرار المترتبة من المرض قد تتسبب في توسع القشور العظمية لأن معدل النمو البطيء للأضرار يمنح دواعم السن وقتاً لتكوين قشرة من العظام قبل توسع الأضرار وهذه القشرة العظمية تتصدع عند لمسها اثناء الفحص ويطلق على هذه الظاهرة بتكسر قشرة البيضة أو بالفرقعة ومن الخصائص التشخيصية المهمة هي أن الورم الأرومي المينائي يتم تشخيصه مبدئياً عن طريق الفحص بالأشعة ويجب التأكيد عليه بالفحص الهيستولوجي مثل الخزعة وفي الأشعة يكون الورم على شكل مكان مضيء في العظم بمختلف الأشكال والخصائص ففي بعض الأحيان يكون على شكل ضرر في مكان واحد ومحدد تحديداً دقيقاً بينما في الحين الآخر يكون في مناطق متعددة على شكل فقاعات صابونية ومن الممكن رؤية ارتشاف في جذور السن المتضرر في بعض الحالات ولكنه ليس بالأمر الغريب في الورم الأرومي المينائي حيث أن هذا المرض غالباً يتواجد في جزء الجسم الخلفي وفي زاوية الفك السفلي ولكن من الممكن كذلك أن تحدث في أي مكان سواءً الفك العلوي أو السفلي
 وعادة ما يرتبط هذا المرض بالعظم المتضرر من سن العقل وهذا أحد الأسباب الكثيرة التي تجعل الأطباء يوصون بخلعه.

## أمراض الأنسجة
يظهر في أمراض الأنسجة تحرك النواة بعيداً عن الغشاء القاعدي ويُطلق على هذه العملية مصطلح (الاستقطاب العكسي) ويملك النوع الجريبي ترتيباًخارجياً عن أرومة الميناء على شكل عمودي أو سياجي مثل الخلايا والمنطقة الداخلية للخلايا المثلثية التي تشابه الشبكة النجمية في الدور الجرسي وفي بعض الأحيان تنتكس الخلايا المركزية لتشكل خلايا مركزية كييسه أما النوع ضفيري الشكل فلديه ظاهرة تتكاثر على شكل حبل ولهذا يسمى ضفيري ويوجد طبقات من الخلايا تتخلل الظاهرة المتكاثرة بجسيمات رابطة موصولة جيداً تشبه طبقات الخلية المغزلية.

## الأنواع
يوجد ستة أشكال مختلفة من الأمراض النسيجية للورم الأرومي المينائي وهي الورم المكون للنسيج الليفي والخلية اللاحبيبية والخلية القاعدية وضفيري الشكل والجريبي والورم الأرومي المينائي الشائك وهو نوع نادر جداً ويشكل النوع ضفيري الشكل ثلث الحالات بينما تصيب الأنواع الأخرى مثل الورم الأرومي المينائي الشائك المرضى الأكبر سناً وفي أحد المراكز الطبية يشكل الورم الأرومي المينائي المكون للنسيج الليفي ما يقارب 9% من جميع الحالات المسجلة.
 والورم الأرومي المينائي الشائك وهو نوع نادر جداً
  ويشكل النوع ضفيري الشكل ثلث الحالات بينما تصيب الأنواع الأخرى مثل الورم الأرومي المينائي الشائك المرضى الأكبر سناً وفي أحد المراكز الطبية يشكل الورم الأرومي المينائي المكون للنسيج الليفي ما يقارب 9% من جميع الحالات المسجلة.

## العلاج

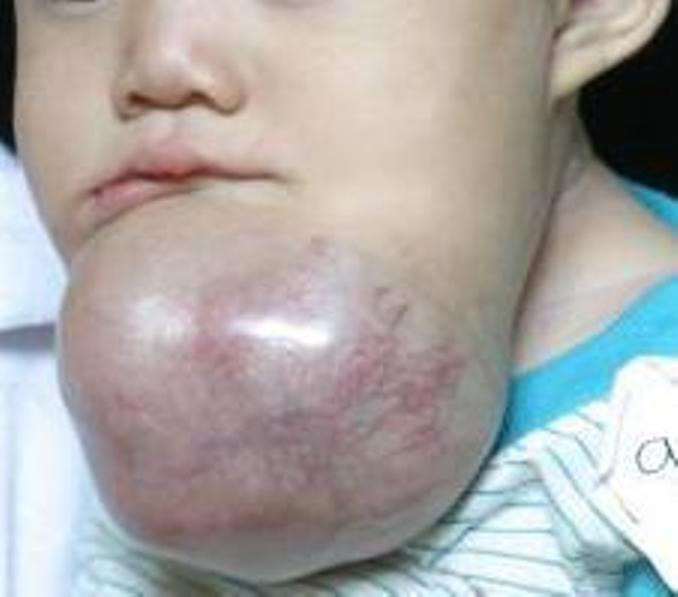
من المتوقع أن يكون التنبيب الرغامي صعب على هذا الطفل المصاب بورم مينائي أرومي ضخم.

العلاج الكيميائي والعلاج الإشعاعي والنيتروجين الكحت والسائل من الطرق الفعالة في علاج بعض حالات هذا الورم أما القطع والاستئصال التام الجراحي يبقيان الحل النهائي لعلاج هذه الحالة وفي دراسة مفصلة أجريت على 345 مريض تبين أن العلاج الكيميائي والإشعاعي محضورة الاستعمال لعلاج الأورام الأرومية المينائية ولهذا فإن العملية الجراحية هي العلاج الأكثر رواجاً لهذا الورموبسبب طبيعته العدوانية في التفشي فإنه في الغالب يكون الاستئصال للأنسجة السليمة القريبة من حواف الورم امراً مطلوباً والبعض ربط هذا المرض بسرطانة الخلايا القاعدية (نوع من أنواع سرطان الجلد) بسبب ميوله إلى الانتشار في الأنسجة العظمية وأحياناً في الأنسجة الرخوة المجاورة بدون الانتقال إليها وبالرغم منأنه لا يوجد سرطان يهاجم الأنسجة المجاورة الا انه يشتبه في أن الورم الأرومي المينائي ينتشر في المناطق المجاورة لعظم الفك عن طريق نخاع العظم ولهذا فإنه أمراً مطلوباًأن تكون الحواف الجراحية سليمة من المرض ليكون التشخيص صحيحاً فهذا الأمر مشابه للعلاج الجراحي للسرطان وغالباً ما يتطلب العلاج استئصال أجزاء كاملة من الفك.
أما العلاج بالإشعاع فهو غير فعال للعديد من حالات الورم الأرومي المينائي ويوجد تقارير تثبت أن العلاج بالإشعاع للورم الأرومي المينائي يتسبب في الساركومة وغالباً ما يكون العلاج الكيميائي غير فعال كذلك ولكن يوجد خلاف بشأن هذا الأمر حيث أنه تبين أن بعض حالات هذا الورم قد تستجيب أكثر للإشعاع.

### علم الأحياء الجزيئي
يوجد أدلة على أن كبت الماتريكس ميتالوبروتياز 2 قد يتسبب في الغزو الموضعي للورم الأرومي المينائي ولكن هذا الأمر ظهر فقط في المختبر ويوجد أبحاث تشير إلى أن إتتغريب (A5B1) قد يشارك في الغزو الموضعي للورم الأرومي
الأرومي واكتشفت دراسة حديثة أنه يوجد تكرار عالي لطفران (BRAF V600E) بنسبة 15 حالة من 24 عينة والتي تشكل 63% من الورم الأرومي المينائي الصلب ومتعدد الكيسات وهذه البيانات تشير على أن الأدوية لعلاج طفرة (BRAF) قد تكون علاجاً حديثاً للورم.

### عودة الورم
تعتبر عودة المرض أمراً شائعاً ولكن نسبة عودة المرض بعد إخصارة بالاستئصال ومن ثم إجراء طعم عظيميأقل من عودته بعد الاستئصال التام والكحت ويظهر أن احتمالية عودة النوع الجريبي أعلى من النوع ضفيري الشكل وأن احتمالية عودة الورم وحيد الحجرة أقل من الأورام الغير وحيدة الحجرة ومن المهم أن يتم إجراء فحوصات متابعة بشكل دائم لتحكم السيطرة على الورم الأرومي المينائي وتكون هذه الفحوصات على فترات منتظمة على الأقل لمدة عشر سنوات وهو أمر مهم لأن 50% من جميع حالات عودة المرض تحدث في غضون خمس سنوات بعد العملية الجراحية وعودة الإصابة بالورم في الطعم العظيمي بعد أن تم استئصال الورم الأصلي تماماً أمر قابل للحدوث ولكنه أقل شيوعاً ويشتبه في أن عملية البذر في الطعم العظيمي هي أحد أسباب عودة الورم ويظهر في هذه الحالات أن عودة الورم يكون من النسيج الرخو وخصوصاً من السمحاق المحيط ويظهر في التقارير أن عودة الورم قد تحصل في غضون 36 سنة بعد العلاج
. ولتقليل احتمالية عودة الورم في الطعم العظمي يجب إجراء عملية جراحية دقيقة مع الانتباه للأنسجة الرخوة المحيطة. 

## علم الأوبئة
وتظهر النسبة السنوية للإصابة بالورم الأرومي المينائي في المليون نسبة 1.96 للرجال ذو البشرة السوداء و 1.20 للنساء ذوات البشرة السوداء و 0.18 للرجال ذو البشرة البيضاء و 0.44 للنساء ذوات البشرة البيضاء وتشكل حالات الإصابة بالورم الأرومي المينائي 1% من أورام الفم و 18% من الأورام سنية المنشأ ويظهر أن الرجال والنساء معرضون للإصابة على حدٍ سواء ولكن النساء غالباً ما يكن أصغر بأربع سنوات من الرجال عند إصابتهن بالمرض لأول مرة ويكون الورم لديهن أكبر حجماً.